# Ginástica artística nos Jogos Olímpicos de Verão de 2016 - Solo feminino

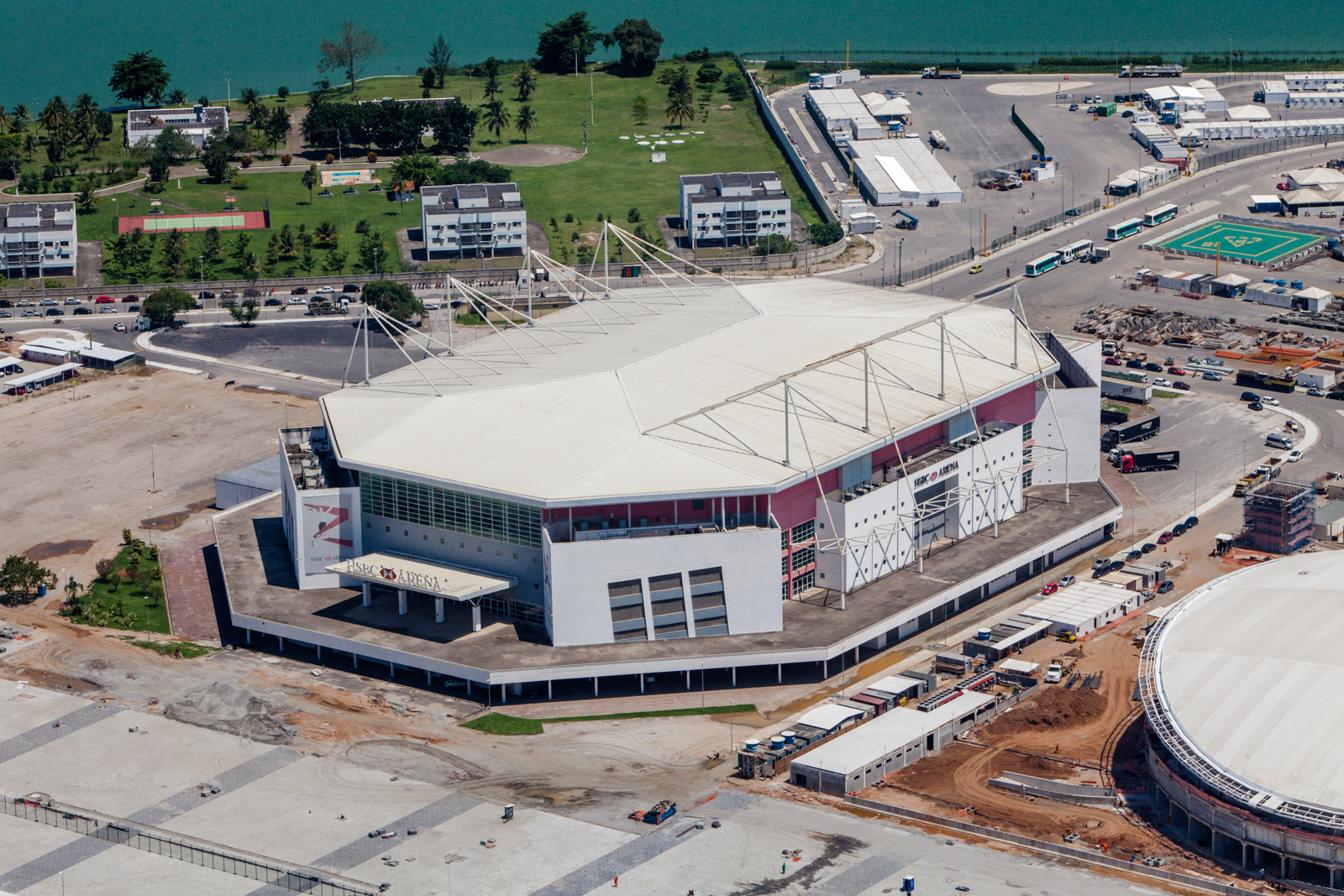
Local de realização da ginástica artística nos Jogos Olímpicos do Rio em 2016

A final do solo feminino da ginástica artística nos Jogos Olímpicos de Verão de 2016 foi realizada na Arena Olímpica do Rio, no dia 16  de agosto.

## Medalhistas
| Ouro   | USA Simone Biles |
| Prata  | USA Aly Raisman  |
| Bronze | GBR Amy Tinkler  |

## Calendário
Horário local (UTC-3)
| Data                 | Hora  | Fase         |
| -------------------- | ----- | ------------ |
| 6 de agosto de 2016  |       | Qualificação |
| 16 de agosto de 2016 | 14:47 | Final        |

## Qualificatória
| Pos. | Ginasta                | D pontos | E pontos | Pen.   | Total  | Notas |
| ---- | ---------------------- | -------- | -------- | ------ | ------ | ----- |
| 1    | USA Simone Biles       | 6.800    | 8.933    |        | 15.733 | Q     |
| 2    | USA Aly Raisman        | 6.600    | 8.675    |        | 15.275 | Q     |
| 3    | ITA Vanessa Ferrari    | 6.200    | 8.666    |        | 14.866 | Q     |
| 4    | USA Laurie Hernandez   | 6.000    | 8.800    |        | 14.800 |       |
| 5    | SUI Giulia Steingruber | 6.200    | 8.466    |        | 14.666 | Q     |
| 6    | CHN Wang Yan           | 6.300    | 8.366    |        | 14.666 | Q     |
| 7    | GBR Amy Tinkler        | 6.300    | 8.300    |        | 14.600 | Q     |
| 8    | JPN Mai Murakami       | 6.200    | 8.366    |        | 14.566 | Q     |
| 9    | USA Gabrielle Douglas  | 6.100    | 8.366    | −0.100 | 14.366 |       |
| 10   | ITA Erika Fasana       | 6.100    | 8.233    |        | 14.333 | Q     |
| 11   | GBR Claudia Fragapane  | 6.200    | 8.133    |        | 14.333 | R     |
| 12   | GER Pauline Schäfer    | 5.700    | 8.600    |        | 14.300 | R     |
| 13   | ITA Elisa Meneghini    | 5.600    | 8.633    |        | 14.233 |       |
| 14   | ROU Cătălina Ponor     | 5.900    | 8.300    |        | 14.200 | R     |

## Final
| Pos.              | Ginasta                | Dificuldade | Execução | Penalidade | Total  |
| ----------------- | ---------------------- | ----------- | -------- | ---------- | ------ |
| Medalha de ouro   | USA Simone Biles       | 6.900       | 9.066    |            | 15.966 |
| Medalha de prata  | USA Aly Raisman        | 6.600       | 8.900    |            | 15.500 |
| Medalha de bronze | GBR Amy Tinkler        | 6.400       | 8.533    |            | 14.933 |
| 4                 | ITA Vanessa Ferrari    | 6.300       | 8.466    |            | 14.766 |
| 5                 | CHN Wang Yan           | 6.300       | 8.366    |            | 14.666 |
| 6                 | ITA Erika Fasana       | 6.100       | 8.433    |            | 14.533 |
| 7                 | JPN Mai Murakami       | 6.300       | 8.233    |            | 14.533 |
| 8                 | SUI Giulia Steingruber | 5.400       | 6.700    | −0.300     | 11.800 |